# Семинский, Виталий Куприанович
Виталий Куприанович Семи́нский (1906—1987) — новатор производства в машиностроении, токарь, рационализатор, изобретатель. Общественный и партийный деятель.

## Биография
Родился 1 (14 июня) 1906 года в Буче (ныне Киевская область, Украина).
В 1923—1941 работал токарем, мастером на киевском заводе «Красный экскаватор».
В годы Великой Отечественной войны работал на одном из предприятий Тюмени, куда был эвакуирован «Красный экскаватор». После окончания войны вернулся на свой завод. С 1946 года до выхода на пенсию в 1966 году работал токарем на «Красном экскаваторе».
В. Семинский разработал и внедрил комплексный метод скоростной обработки металлов. Автор многих изобретений и рационализаторских предложений, по которым опубликовал ряд работ.
Избирался делегатом XIX и XX съездов КПСС, XVI—XVIII, XX—XXII съездов Компартии Украины; на XVIII, XIX и XXI съездах Компартии Украины избирался членом её ЦК.
Депутат ВС УССР 5—6 созывов.

## Награды и премии
- орден Ленина
- медали
- Сталинская премия третьей степени (1950) — за внедрение новых скоростных методов производственной работы